# Circonscription de Baher Dar ville
La circonscription de Baher Dar ville est une des 135 circonscriptions législatives de l'État fédéré Amhara. Son représentant actuel est Getahun Berhanu.